# Mai Phương (diễn viên)
Phan Thị Mai Phương, thường được biết đến với nghệ danh Mai Phương (14 tháng 1 năm 1985 tại Hải Phòng – 28 tháng 3 năm 2020), là một nữ diễn viên, người dẫn chương trình kiêm ca sĩ người Việt Nam.

## Tiểu sử
Mai Phương sinh ngày 14 tháng 1 năm 1985 tại thành phố Hải Phòng, đến với nghệ thuật từ tuổi ấu thơ. Khoảng 7 - 8 tuổi, Phương bắt đầu tham gia đội kịch Tuổi Ngọc và gắn bó suốt khoảng 10 năm. Lúc đó, đội kịch Tuổi Ngọc đã có tiếng, và lứa của Mai Phương quy tụ nhiều tài năng như: Thiên Bảo, Quang Khôi, Thanh Hải, Ngọc Trai và Vũ Long.
Khi đã có nhiều vai diễn ở sân khấu lẫn phim ảnh, Phương vẫn nhớ và thương về ngôi nhà cũ. Có thời gian cô về làm cô giáo dạy múa hình thể ở đội kịch Tuổi Ngọc và tham gia diễn trở lại.
Mai Phương tốt nghiệp Khoa Kịch nói của trường Cao đẳng Sân khấu Điện ảnh TP. HCM (nay là trường Đại học Sân khấu Điện ảnh TP. HCM).

## Sự nghiệp
Cô được biết đến qua các vai diễn trong phim Hương Phù Sa, Trai Nhảy, Xóm Cào Cào và Những thiên thần áo trắng. Nhưng có lẽ gây dấu ấn nhất trong lòng khán giả truyền hình phải nhắc đến Sáu Nhú (nhân vật trong phim truyền hình Những cuộc phiêu lưu của Hai Lúa), qua hình tượng người con gái quê mộc mạc, chân phương với sự dịu dàng và ngây ngô, khá giống tính cách của cô trong cuộc sống. Cô cũng tham gia sân khấu kịch Phú Nhuận với nhiều vai diễn ấn tượng trong các vở diễn như: Người vợ ma, Liveshow những người cha và Nhiệm vụ bất khả thi. Ngoài ra, cô cũng tham gia với vai trò khách mời trong các chương trình gameshow như Ký ức vui vẻ và Nhanh như chớp.
Mai Phương từng lấn sân ca hát vào năm 2010 và tạo được những dấu ấn với những bản hit như "Tiếng dương cầm trong đêm" và "Không còn nước mắt". Ngoài ra cô còn được nhạc sĩ Nguyễn Văn Chung viết tặng bài hát "Ngủ đi con" sau khi nghe Ốc Thanh Vân kể về cuộc sống làm mẹ đơn thân và cô hát ca khúc này tặng cho con gái Lavie của mình trong năm 2014.

## Đời tư
Cô và bạn trai Phùng Ngọc Huy yêu nhau một thời gian và họ có với nhau một bé gái tên là Phùng Ngọc Thiên Như (Lavie). Sau khi bé Lavie 1 tuổi, Phùng Ngọc Huy quyết định sang Mỹ sinh sống.

## Sức khỏe
Mai Phương phát hiện ho kéo dài và đau nhức người trước khi chống chọi căn bệnh ung thư. Cô nhập viện vào tháng 8 năm 2018 sau khi phát hiện mắc bệnh ung thư phổi tại Bệnh viện Quân y 175.
Tháng 9 năm 2019 do tình hình bệnh ngày càng một trở nặng, cô phải tái nhập viện để tiếp tục điều trị. Tết Nguyên Đán 2020, do bệnh chuyển biến xấu cô được người nhà chuyển đến bệnh viện.

## Qua đời
Mai Phương qua đời lúc 19 giờ ngày 28 tháng 3 năm 2020 tại nhà riêng, không lâu sau lễ mừng sinh nhật 35 tuổi.
Mai Phương từng theo Đạo Phật, nhưng khi qua đời lễ tang của cô đã được tổ chức theo nghi lễ của đạo Tin Lành, do sự ép buộc 1 cách cuồng tín của mẹ cô trước khi cô mất, và bố mẹ cô theo đạo này, cũng như cô đã tham gia các hoạt động của một nhà thờ Tin Lành tại địa phương. Tuy nhiên bản thân cô thì luôn bị ép nghe truyền đạo, đọc kinh trong lúc lâm bệnh, quá mệt mỏi để chống cự nên cô đành buông tay Phật Pháp để đi theo tôn giáo tin lành u mê và phản khoa học đó. Lễ tang diễn ra trong 3 ngày 29, 30 và 31 tháng 3 năm 2020. Nhưng do ảnh hưởng của đại dịch COVID-19 nên số lượng người đến viếng trong tang lễ bị hạn chế, mỗi lượt chỉ được 10 người.
Vào 8 giờ sáng ngày 31/3/2020, linh cữu của Mai Phương được đưa đi hỏa táng tại Trung tâm hỏa táng Bình Hưng Hòa, Quận Bình Tân, Thành phố Hồ Chí Minh.

## Phim

### Phim truyền hình
| Năm  | Tựa phim                            | Vai diễn                    | Đạo diễn                    | Kênh       | Nguồn  |
| ---- | ----------------------------------- | --------------------------- | --------------------------- | ---------- | ------ |
| 1997 | Đôi bạn                             | Thùy Trang                  | Phạm Ngọc Châu              | HTV7       | [ 8 ]  |
| 2005 | Hương phù sa                        | Kim Hồng                    | Võ Tấn Bình                 | HTV9       |        |
| 2005 | Mộng phù du                         | Duyên                       | Lê Hữu Lương                | HTV7       |        |
| 2005 | Xóm cào cào                         | Hồng                        | Nguyễn Mỹ Khanh             | HTV7       |        |
| 2007 | Hộ chiếu vào đời                    | Trang                       | Trương Dũng                 | HTV9       |        |
| 2007 | Đường về nhà                        | Lâm Ngọc                    | Lê Dân                      | HTV7       |        |
| 2007 | Ký túc xá                           | Nga                         | Châu Huế                    | HTV7       | [ 9 ]  |
| 2007 | Sóng gió cuộc đời                   | Uyển                        | Châu Huế                    | HTV7       |        |
| 2008 | Một ngày không có em                | Phương Mai                  | Nguyễn Danh Dũng            | HTV7       | [ 10 ] |
| 2008 | Sóng đời                            | Vân                         | Xuân Phước                  | HTV7       | [ 11 ] |
| 2008 | Kiều nữ và đại gia                  | Con gái Bình Bia            | Nguyễn Duy Võ Ngọc          | HTV9       |        |
| 2009 | Cuộc phiêu lưu của Hai Lúa          | Sáu Nhú                     | Hồ Ngọc Xum                 | HTV9       | [ 10 ] |
| 2009 | Dòng sông định mệnh                 | Thảo                        | Xuân Phước                  | HTV3       |        |
| 2009 | Sau ánh hào quang                   | Liên                        | Nguyễn Danh Dũng            | Let's Viet |        |
| 2010 | Những thiên thần áo trắng           | Mai                         | Lê Hoàng                    | VTV3       |        |
| 2010 | Mẹ chồng nàng dâu                   | Mai                         | Đặng Lưu Việt Bảo           | THVL1      |        |
| 2010 | Cổng mặt trời                       | Thái Vân                    | Nguyễn Dương                | HTV7       |        |
| 2010 | Một dành cho em                     | Du Linh                     | Xuân Phước                  | HTV7       |        |
| 2011 | Chàng ngố                           | Thu Hồng                    | Lê Lộc                      | HTV7       |        |
| 2011 | Trạng tèo / Gia đình tèo            | Bạch Tuyết (chị gái Như Mơ) | Xuân Phước                  | HTV3       |        |
| 2011 | Chiếc giường chia đôi               | Vân Anh                     | Nguyễn Phương Điền          | HTV9       |        |
| 2011 | Xóm gà                              | Thu Vân                     | Trần Ngọc Giàu              | SCTV7      |        |
| 2012 | Hạnh phúc muộn màng                 | Thủy                        | Trương Dũng                 | VTV9       | [ 12 ] |
| 2012 | Hiếm muộn                           | Phương                      |                             | SCTV1      |        |
| 2012 | Hạnh phúc mong chờ                  | Thục Quyên                  | Lê Hướng Nam                | THVL1      |        |
| 2012 | Mắt bướm                            | Tâm                         | Phạm Ngọc Châu              | HTV9       |        |
| 2013 | Gió về Cù Lao                       | Hạnh                        | Lê Quang Hưng               | HTV7       |        |
| 2013 | Con trai con gái                    | Nguyên Khánh                | Chu Thiện / Kim hyo Jung    | HTV7       |        |
| 2013 | Ngọn cỏ gió đùa                     | Lụa                         | Hồ Ngọc Xum                 | HTV9       |        |
| 2015 | Sức nặng tình thâm                  | Thảo                        | Nhật Trung                  | HTV9       |        |
| 2015 | Dệt nắng cho ngày dài hơn           | Loan                        | Xuân Phước                  | HTV9       |        |
| 2015 | Cuộc phiêu lưu của Hai Lúa (phần 2) | Sáu Nhú                     | Hồ Ngọc Xum                 | THVL1      |        |
| 2015 | Thế giới cổ tích: Hai bảy mười ba   | Vợ anh Ngọt                 | Bùi Ngọc Nam Phương         | THVL1      |        |
| 2017 | Ranh giới thiện ác                  | Hạnh Nhi                    | Đặng Minh Quang             | VTV8       |        |
| 2017 | Xin chào hạnh phúc: Một chữ tình    | Vợ lẽ                       | Nguyễn Bảo Trâm             | VTV3       |        |
| 2018 | Bên kia sông                        | Thiên Như                   | Đỗ Phú Hải - Phạm Ngọc Châu | HTV9       |        |
| 2018 | Những bà mẹ bỉm sữa                 | Hoàng Uyên                  | Ngọc Hùng                   | HTV7       | [ 10 ] |
| 2019 | Con ông Hai Lúa                     | Sáu Nhú                     | Hồ Ngọc Xum                 | THVL1      |        |

### Phim điện ảnh
| Năm  | Tựa phim          | Vai diễn        | Đạo diễn          | Nguồn  |
| ---- | ----------------- | --------------- | ----------------- | ------ |
| 2006 | Saigon love story | Cô bé giúp việc | Lê Quang Vinh     |        |
| 2007 | Trai nhảy         | Đậu             | Lê Hoàng          |        |
| 2009 | Lửa đáy hồ        | H'Ben           | Đặng Lưu Việt Bảo | [ 13 ] |

### Web Drama
| Năm  | Tựa phim         | Vai diễn   | Đạo diễn       | Nguồn  |
| ---- | ---------------- | ---------- | -------------- | ------ |
| 2019 | Thần chết tập sự | Cô gái trẻ | Trần Thanh Huy | [ 10 ] |

### Đóng MV
| Năm  | Tựa                      | Ca sĩ           |
| ---- | ------------------------ | --------------- |
| 2007 | Muốn khóc hãy khóc đi em | Phạm Khánh Hưng |

## Âm nhạc

### Ca khúc
- Anh là tia nắng trong em (Trúc Hồ & Trúc Sinh)
- Bí mật trái tim (với Phùng Ngọc Huy) (Nguyễn Duy)
- Cảm giác luôn cần anh (với Phùng Ngọc Huy) (Neko)
- Đã không yêu thì thôi (Hoài An (trẻ))
- Đến phút cuối (với Anh Tài) (Nguyễn Đình Vũ)
- Đừng tìm nhau (Nhật Đăng)
- E Ngại (với Phùng Ngọc Huy) (Nguyễn Chấn Phong)
- Gió đông ấm áp (Bảo Thạch)
- Gọi tên tôi nhé bạn thân hỡi (Vĩnh Tâm)
- Không cảm xúc (Nguyễn Đình Vũ)
- Không còn nước mắt (Nguyễn Văn Chung)
- Nếu có sai lầm (Nguyễn Đình Vũ)
- Ngôi sao hiểu lòng tôi (Hoàng Luân)
- Ngủ đi con (Nguyễn Văn Chung)
- Niềm tin em không còn (Nguyễn Đình Vũ)
- Sau một tình yêu (với Phùng Ngọc Huy)
- Tiếng dương cầm trong đêm (Nguyễn Văn Chung)
- Tình một năm (Bình Nguyên)
- Tình yêu đầu tiên (Nhạc ngoại lời Việt)
- Trái tim băng (Nguyễn Văn Chung)
- Ước mơ của thiên thần (với Ngô Trác Linh) (Nguyễn Văn Chung)
- Xin tình yêu quay về (Đỗ Hiếu)
- Thiên duyên tiền định (với Dương Hiếu Nghĩa) (Hoài An (già))
- Mùa hè ái ân
- Vòng tay người ấy
- Bên nhau ngày vui (với Hoàng Anh)
- Anh là tia nắng trong em
- OK! không yêu (với Chương Đan)
- Bên nhau đêm nay (với Phi Long) (Nhạc ngoại lời Việt)
- Bảy ngày đợi mong (với Võ Thành Tâm)
- Vui tết miệt vườn (với Anh Tài)
- Ngày xuân long phụng sum vầy (với Phùng Ngọc Huy)
- Đón xuân (với Kha Ly, NeNiTa, Trương Bảo như)
- Thần tài đến (với Dương Hiếu Nghĩa)
- LK Điệp khúc mùa xuân - Bên em mùa xuân (với Trương Bảo Như, Ngọc Thuận)
- Ngày rằm tháng tư (với Bạch Công Khanh)
- Lời sám hối (với Kha Ly, Thanh Trúc, Ngọc Liên, Chương Đan, Trương Bảo Như)
- Ô kìa! Đời bỗng vui (với Dương Hiếu Nghĩa)
- LK Vùng trời bình yên - Một thời đã xa - Bên nhau đêm nay (với Nam Cường, Lương Thế Thành, Ngọc Thuận, Chương Đan)

### MV
- Bí mật trái tim (với Phùng Ngọc Huy)
- E ngại (với Phùng Ngọc Huy)
- Gió đông ấm áp
- Không còn nước mắt
- Niềm tin em không còn
- Sau một tình yêu (với Phùng Ngọc Huy)
- Tiếng dương cầm trong đêm
- Trái tim băng

## Kịch
Tiêu biểu
- Bao Công xử án cây kẹo rớt
- Vương miện hoa hậu
- Người vợ ma
- Đàn bà mấy tay
- Vui tết cùng gánh lô tô
- Nỏ thần
- Nhiệm vụ bất khả thi
- Live show những người cha
- Vụ án 292
- Thằng quỷ nhỏ
- Chuyện tình facebook (với Thanh Duy, Gia Bảo)
- Dòng đời (với NSƯT Bảo Quốc, Gia Bảo)
- Gặp gỡ người nổi tiếng (với Gia Bảo, Huỳnh Đông, Mai Thế Hiệp)
- Nửa ngày yêu (tiểu phẩm chương trình hài "Vitamin cười") (với Trấn Thành, Đại Nghĩa, Hà Linh, Việt Hà)
- Hữu xạ tự nhiên hương (tiểu phẩm chương trình hài "Vitamin cười") (với Thúy Nga, Bảo Chung, Tiểu Bảo Quốc, Việt Hà)
- Bí mật căn phòng đỏ (tiêu phẩm chương trình hài "Kỳ án đông tây kim cổ") (với Ốc Thanh Vân, Tiểu Bảo Quốc, Thái Quốc, Phi Bảo, Tấn Phát, Kim Tuyết, Linh Trung, Hoài Ân)
- Và nhiều vở kịch khác

## Chương trình truyền hình
- Ngày chủ nhật của em - MC
- Chuyện phái đẹp - MC
- Bệ phóng tài năng - MC
- Giờ thứ 9 - MC
- Tam sao thất bản
- Bệ phóng tài năng
- Chuyện nhỏ
- Chuyện phái đẹp
- Đọ sức âm nhạc
- Chung sức
- Cao thủ đấu nhạc
- Ký ức vui vẻ
- Nhanh như chớp
- Đấu trường âm nhạc
- Ước mơ của em
- Chuyện cuối tuần
- Hàng xóm lắm chiêu
- 8 lạng nửa cân
- Vị khách bí ẩn
- Tài tử tranh tài
- Cặp đôi hài hước
- Sức sống thanh xuân
- Về trường
- Vì bạn xứng đáng
- 100 triệu 1 phút
- Khẩu vị ngôi sao
- Phút tám 9
- Người đứng vững
- Ai thông minh hơn học sinh lớp 5
- Đấu trường ẩm thực
- Lữ khách 24h
- Bếp yêu thương
- Đằng sau những cung đường
- Hành trình kết nối những trái tim

## Giải thưởng
| Năm  | Giải thưởng | Hạng mục                             | Tác phẩm        | Kết quả | Nguồn  |
| ---- | ----------- | ------------------------------------ | --------------- | ------- | ------ |
| 2014 | HTV Awards  | Nữ diễn viên phụ được yêu thích nhất | Gió về cù lao   | Đề cử   | [ 16 ] |
| 2014 | HTV Awards  | Nữ diễn viên phụ được yêu thích nhất | Ngọn cỏ gió đùa | Đề cử   | [ 16 ] |